# Moderlandet kalder
|  | For monumentet i Kijev, se Moderland |
Moderlandet kalder (russisk: Родина-мать зовёт!, tr. Rodina-mat' zovjot!) er et stort mindesmærke fra 1967 for slaget om Stalingrad på højdedraget Mamajev Kurgan i Volgograd, Rusland. Det og andre monumenter indgår i en stor mindepark i Stalingrad (det nuværende Volgograd).

## Statuens dimensioner
Højden er 85 m fra jorden til sværdets spids. Moderlandet kalder er 52 m høj. Sværdet er 33 m langt. Skulpturen er af beton og sværdet af stål. Monumentet vejer 7900 ton, og det var ingeniør Nikolaj Nikitin, der havde ansvaret for at få de mange ton på plads.

## Kunstnere
Tegneren er Jevgenij Vutjetitj, der blev inspireret af den græske statue Nike fra Samothrake fra det tredje århundrede f.v.t.
Valentina Izotova fra Volgograd stod model til statuen. Hun blev udvalgt af kunstneren Lev Maistrenko, der arbejdede på monumentkomplekset i parken først i 1960'erne. 

## Militærpersoner
Flere militærpersoner er begravet i mindeparken, blandt andre marskal Vasilij Ivanovitj Tjujkov, der ledede forsvaret af Stalingrad.
Vind og vejr har tæret på monumentet, der blev restaureret i 1972 og i 1986. 

## Eksterne links
- Wikimedia Commons har flere filer relateret til Moderlandet kalder

48°44′32″N 44°32′13″Ø / 48.74228°N 44.53708°Ø